# Entomobrya zona
Entomobrya zona är en urinsektsart som beskrevs av Christiansen och Bellinger 1980. Entomobrya zona ingår i släktet Entomobrya och familjen brokhoppstjärtar. Inga underarter finns listade i Catalogue of Life.